# Alsóújlak
Alsóújlak je maďarská obec ležící v okrese Vasvár v župě Vas. Leží na silnici spojující Veszprém a Szentgotthárd, okresní město Vasvár se nachází asi 4 km jihozápadně.

## Historie
Obec byla dříve obývána Římany, dochovaly se i kamenné stěny jejich svatyní. První písemná zmínka pochází z roku 1322 pod jménem Wylak. Současný název se používá od roku 1875. Mezi lety 1971 a 1993 byla součástí města Vasvár.